# Uranothauma artemenes
Uranothauma artemenes är en fjärilsart som beskrevs av Paul Mabille 1880. Uranothauma artemenes ingår i släktet Uranothauma och familjen juvelvingar. Inga underarter finns listade i Catalogue of Life.